# Low-Earth Orbit Flight Test of an Inflatable Decelerator

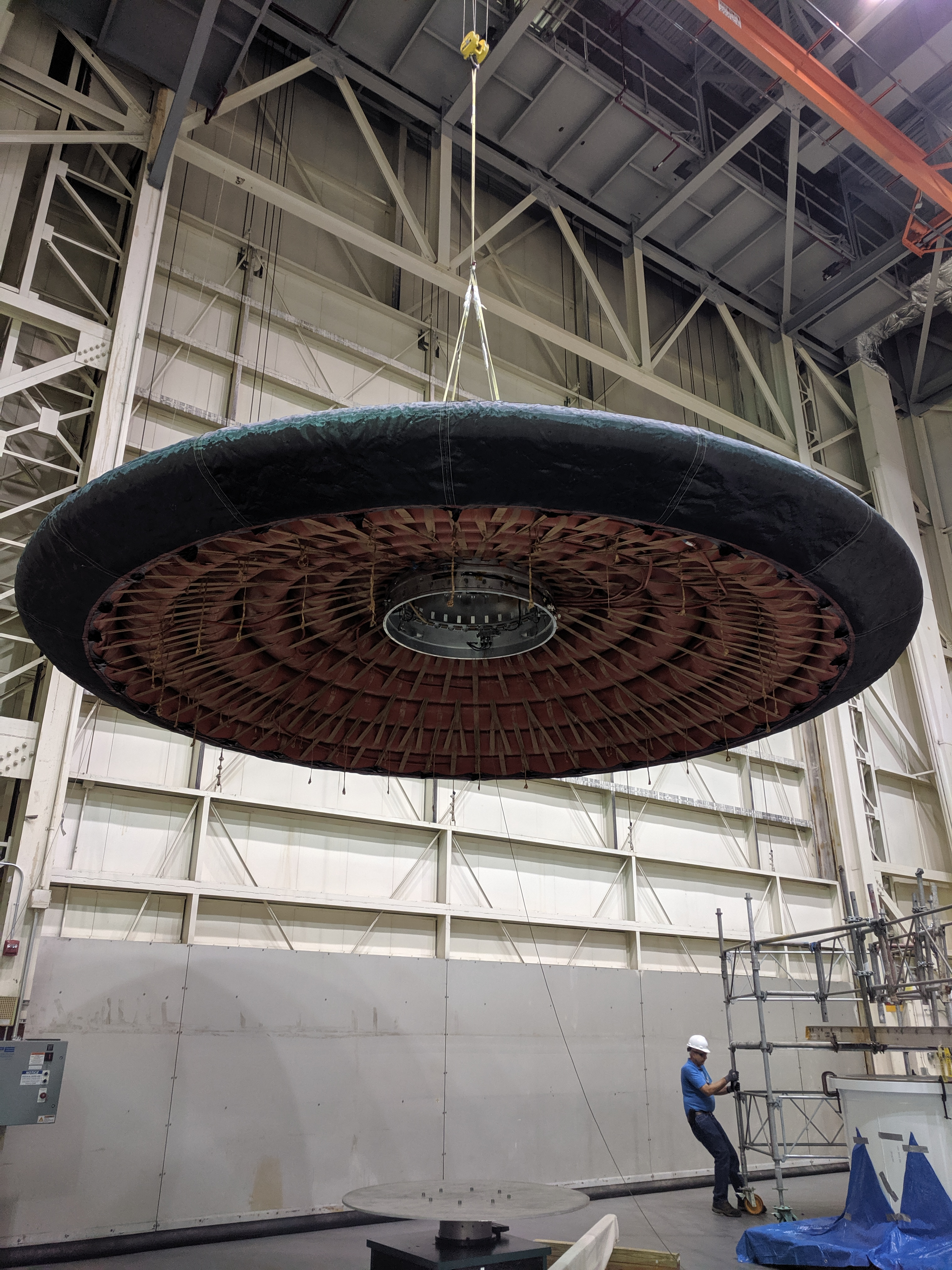
Le bouclier gonflable LOFTID au centre spatial Langley de la NASA.

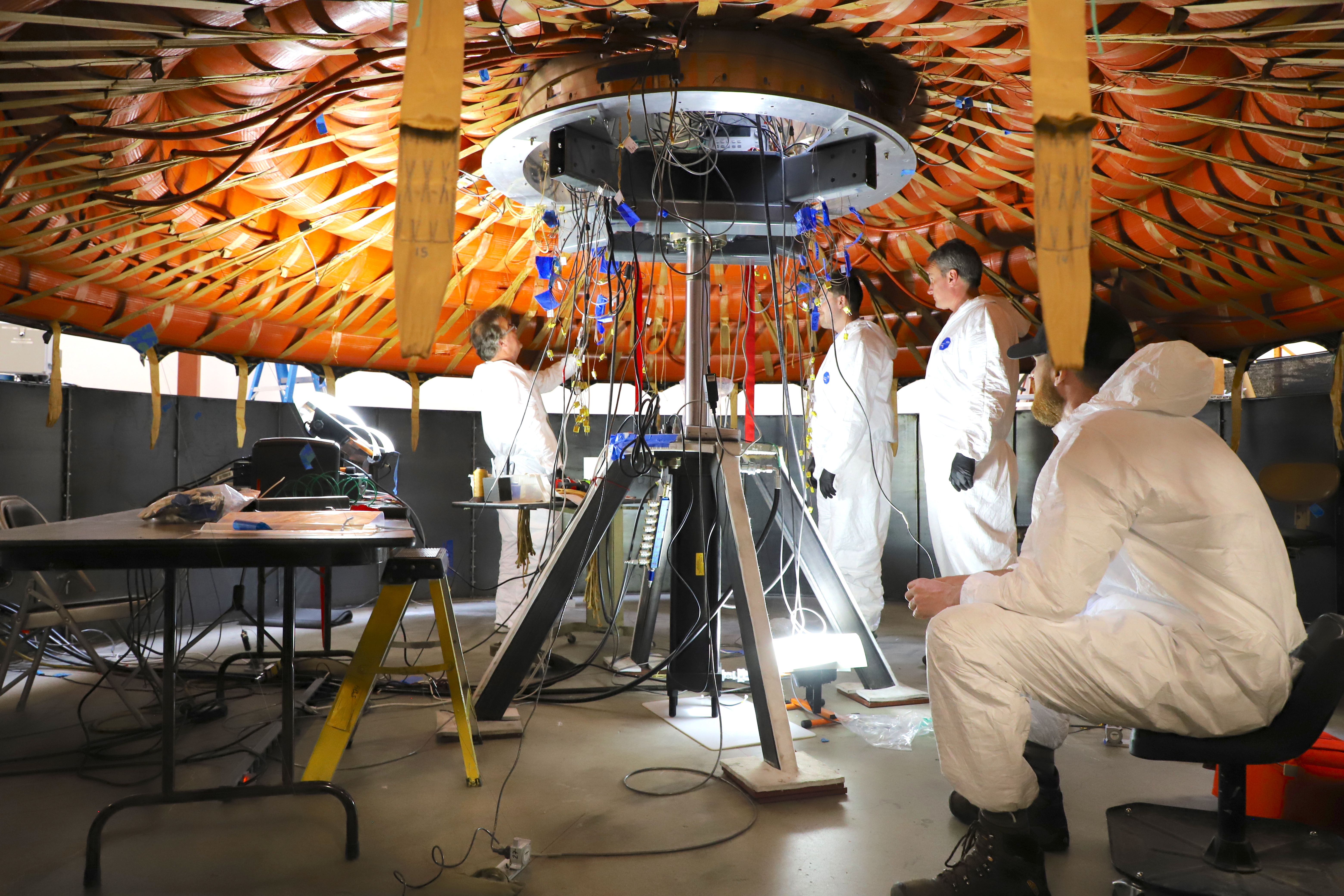
Le bouclier gonflable LOFTIDen cours d'assemblage.

Low-Earth Orbit Flight Test of an Inflatable Decelerator plus communément désigné par son acronyme LOFTID (en français Test en orbite terrestre basse d'un décélérateur gonflable) est un test effectué  avec succès le 10 novembre 2022 de rentrée atmosphérique d'une prototype de bouclier thermique gonflable de 6 mètres de diamètre développé par la NASA. L'objectif de ce test est de mettre au point des techniques d'atterrissage de vaisseaux lourds sur le sol de la planète Mars. La faible densité de l'atmosphère martienne (0,6 % de celle de la Terre) limite à une tonne et demi la masse de la charge utile pouvant être déposée sur le sol. En augmentant le diamètre du bouclier thermique à l'aide d'un système gonflable déployé juste avant la rentrée atmosphérique, la trainée est accrue. La masse déposée sur Mars pourrait être portée à 3 tonnes dans la version testée et 20 tonnes dans une version agrandie. Ce type de bouclier thermique pourrait également avoir des applications pour ramener sur terres des objets en orbite terrestre. LOFTID fait suite aux deux tests du décélérateur gonflable Low-Density Supersonic Decelerator (LDSD) effectués en 2014 et 2015 mais restés sans suite du fait de la réduction du budget alloué au projet.

## Contexte: l'atterrissage sur Mars
La dernière phase de l'arrivée d'une mission spatiale sur le sol de Mars, qui comprend la rentrée atmosphérique à grande vitesse (entre 4 et 6 km/s), la décélération et l'atterrissage à vitesse quasi nulle (phase baptisée EDL en anglais Entry, Descent and Landing), est une phase cruciale qui aujourd'hui se heurte à des contraintes techniques dès qu'il faut faire atterrir plus d'une tonne sur la planète. Pour atterrir, il est nécessaire d'annuler cette vitesse. Il existe deux méthodes pour y parvenir : utiliser les forces de traînée c'est-à-dire le frottement avec l'atmosphère. C'est ce que font les vaisseaux habités qui reviennent sur Terre. L'atmosphère fait alors tout le travail et la seule pénalité en poids pour le vaisseau est constituée par la masse du bouclier thermique qui protège le vaisseau de l'élévation de température très forte durant la phase de freinage (la masse de ce bouclier peut être néanmoins significative). Lorsqu'une planète est dépourvue d'atmosphère comme sur la Lune, on annule la vitesse en ayant recours à la poussée de moteurs-fusées. Mais cette solution est extrêmement coûteuse car elle nécessite de consacrer une grande partie de la masse du vaisseau au carburant utilisé. La masse qui doit être sacrifiée est proportionnelle à la gravité de la planète : poser sur la Lune le module lunaire Apollo sacrifie ainsi la moitié du poids du vaisseau au profit du carburant avec une vitesse à annuler 3 fois plus faible que sur Mars. 
La densité très faible de l'atmosphère de Mars (1% de celle de la Terre) la place, pour le scénario de descente, dans une situation intermédiaire entre la Terre et la Lune. La sonde spatiale Mars Science Laboratory (MSL), qui a atterri sur Mars en 2012, fut obligée de recourir à des moteurs pour se freiner à partir de l'altitude de 1 500 mètres. Le problème devient d'autant plus aigu que la charge à poser est lourde. En effet, les forces de traînée qui doivent ralentir le vaisseau sont proportionnelles à la surface du vaisseau qui s'oppose à la progression du vaisseau. Tous les atterrisseurs martiens de la NASA, y compris MSL lancé en 2011, ont recours à un ensemble de technologies (véhicule de descente/bouclier thermique, parachute) mises au point pour les sondes spatiales Viking. Leur utilisation permet avec une surface frontale d'environ 4,5 mètres de diamètre (cas de MSL) de déposer sur Mars un vaisseau qui ne peut excéder une masse de 1 tonne. Il faut en effet 1 m² de surface frontale pour faire atterrir un véhicule de descente de 150 kg (50 kg à l'arrivée au sol une fois largué tous les dispositifs de descente). Une surface frontale de 7,5 mètres de diamètre permet de poser un peu plus de 2 tonnes et avec 10 mètres de diamètre on peut poser 3,5 tonnes, ... Or la coiffe des lanceurs actuels ne permet pas de lancer un véhicule dont le diamètre excède 4,5 mètres (diamètre externe maximal de 6 mètres). Pourtant, les missions envisagées  - retour d'échantillon, vol habité vers Mars - nécessitent que cette contrainte soit levée. Le deuxième problème soulevé par la faiblesse de la traînée atmosphérique sur Mars est que la vitesse ne devient inférieure à Mach 1 que lorsque le vaisseau est très près du sol : le vaisseau et son équipage disposent de très peu de temps pour modifier le site d'atterrissage si la trajectoire du vaisseau l'amène sur une zone parsemée d'obstacles ou le conduit à une trop grande distance du lieu visé. De plus, cette contrainte interdit l'atterrissage sur des zones situées à des altitudes trop élevées (soit près de 50 % de la superficie de Mars). Enfin, la taille du parachute conçu dans le cadre du programme Viking doit être revu à la hausse si on veut pouvoir augmenter la masse.
Des recherches sont menées à la NASA pour améliorer l'efficacité du freinage dans une atmosphère peu dense. Différentes techniques passives (sans recours à une propulsion) sont à l'étude :
- Bouclier thermique gonflable offrant une surface de freinage beaucoup plus importante dans la phase haute de la descente[N 2],[3].
- Structure gonflable permettant un accroissement de la surface frontale durant la descente et déployée à des vitesses hypersoniques. Cette structure n'est pas conçue pour jouer le rôle de bouclier thermique et elle est donc utilisée à des vitesses hypersoniques plus faibles que le bouclier thermique gonflable. Le programme LDSD porte sur ce type de dispositif.
- Structure en forme d'anneau gonflable en remorque du vaisseau à la manière d'une ancre flottante durant la phase haute du vol.
- Ballute (croisement entre un parachute et un ballon) déployé avant l'entrée dans l'atmosphère martienne et travaillant également à la manière d'une ancre flottante.
- Parachute de très grande dimension (près de 90 mètres de diamètre pour un module pesant 50 tonnes) déployé alors que le vaisseau est à vitesse hypersonique.

## Historique
La mission LOFTID prend la suite du projet Low-Density Supersonic Decelerator (LDSD) lancé vers 2012 qui avait pour objectif de mettre au point un décérélateur gonflable (projet Hypersonic Inflatable Aerodynamic Decelerator (HIAD)). LDSD a mis au point deux dispositifs qui se complètent. Le premier est une structure thermique gonflable déployée lorsque la vitesse descend en dessous de Mach 3,5 qui accroît la surface frontale du vaisseau et donc la traînée induite durant la descente. Le second est un parachute deux fois plus grand (30,5 m) que ceux employés jusque-là qui est ouvert lorsque la vitesse du vaisseau est encore supersonique. Ces deux équipements ont été testés à deux reprises. Le premier vol a eu lieu le 28 juin 2014, et a permis de valider le fonctionnement du bouclier gonflable mais le parachute s'est mis en torche. Un deuxième vol qui a eu lieu le 8 juin 2015, permet une fois de plus de valider le fonctionnement du bouclier gonflable  mais malgré un renforcement du parachute, celui-ci se déchire comme lors du premier test. Mais à la suite d'une réduction des fonds destinés à la mise au point de nouvelles technologies, le troisième vol prévu en 2016 est annulé. La mission LOFTID se distingue des tests précédents car la structure gonflable est testé durant toute la phase de la rentrée atmosphérique  à une vitesse de mach 25 avec une température atteignant 1600°C dans la partie la plus exposée.

## Caractéristiques techniques

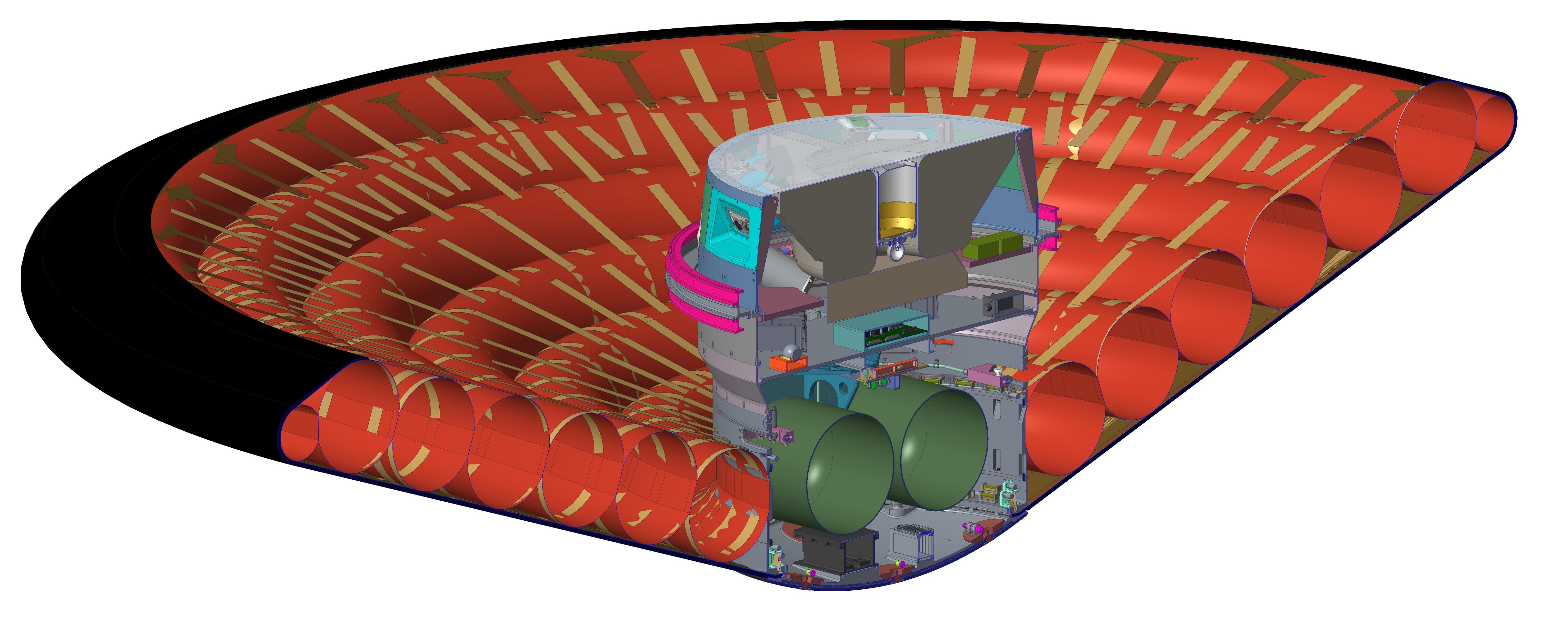
Vue en coupe du bouclier thermique testé lorsqu'il a été gonflé (vue d'artiste).

La partie principale de l'engin testé est une structure gonflable de forme conique et de 6 mètres de diamètre conçue pour conserver sa forme et résister aux températures très élevées de la rentrée atmosphérique. La structure gonflable est constituée de 6 tores concentriques. Chaque tore est réalisé avec une fibre synthétique 15 fois plus solide que l'acier. L'enveloppe des tores est constituée de trois couches : une couche extérieure réalisée en fibre de céramique pour maintenir l'intégrité de la surface, une couche intermédiaire qui doit réduire la transmission de la chaleur et une couche interne destinée à empêcher les gaz chauds de pénétrer à l'intérieur de la structure gonflable. Du fait de son caractère gonflable le bouclier prend moins de place sous la coiffe du lanceur et il est plus facile de développer une version agrandie.   
Le parachute déployable à vitesse hypersonique qui avait été testé sans succès au cours des deux missions LOFTID n'est pas reconduit. Le parachute embarqué se déploie à vitesse subsonique (mach 0,7).

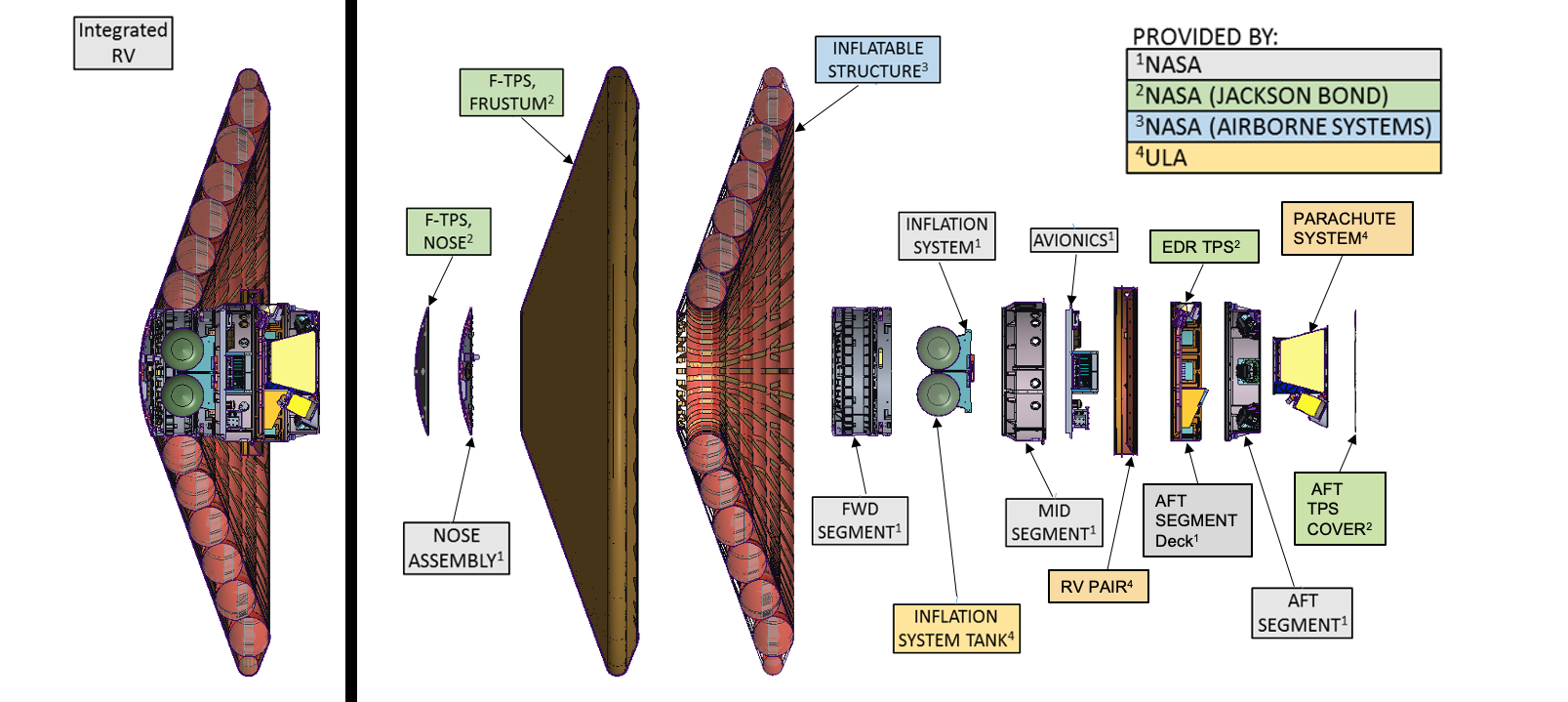
Schéma du LOFTID (éclaté à gauche).

## Des applications terrestres?
Il est également envisagé d'utiliser des boucliers thermiques gonflables pour ramener au sol des objets placés en orbite terrestre. ULA le constructeur du lanceur Vulcan étudie ainsi le retour au sol des moteurs de sa fusée qui permettrait une réutilisation partielle. Cette technique pourrait être également utilisée pour ramener des équipements ou des expériences scientifiques mises en œuvre à bord de la Station spatiale internationale.

## Déroulement du test

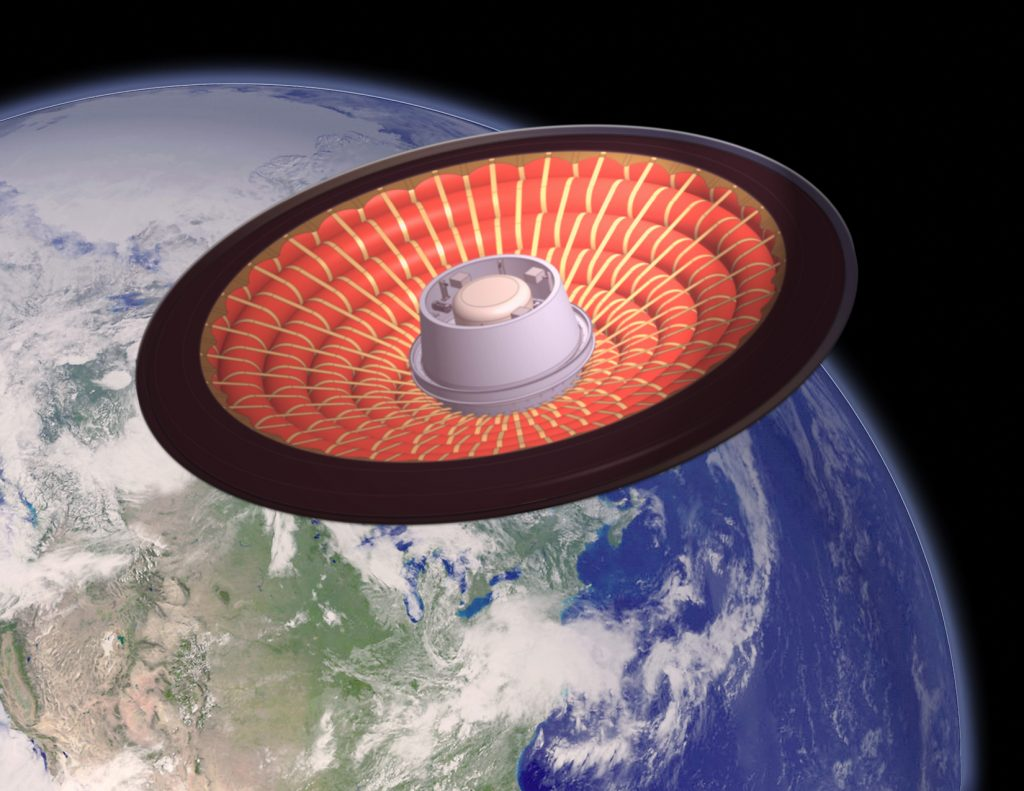
Le bouclier décélérateur durant sa rentrée atmosphérique (vue d'artiste).

Le décélérateur gonflable  LOFTID  est une charge utile secondaire du vol du lanceur Atlas V qui emporte le satellite météorologique JPSS. La mission décolle le 10 novembre 2022 de la base de lancement de Vandenberg. Après avoir bouclé un tour de la Terre, il effectue une rentrée atmosphérique atteignant la vitesse de mach 28. Le déploiement du bouclier puis celui du parachute lorsque la vitesse est descendue en-dessous de mach 0,7 se sont bien déroulés. Le bouclier a pu être récupéré,.